# Mark Trafton

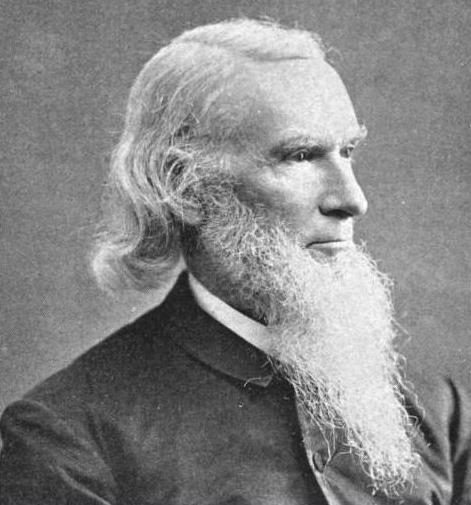
Mark Trafton, 1892

Mark Trafton (* 1. August 1810 in Bangor, Massachusetts; † 8. März 1901 in West Somerville, Massachusetts) war ein US-amerikanischer Politiker. Zwischen 1855 und 1857 vertrat er den Bundesstaat Massachusetts im US-Repräsentantenhaus.

## Werdegang
Der im heutigen Maine geborene Mark Trafton besuchte zunächst vorbereitende Schulen. Nach einem anschließenden Theologiestudium und seiner Ordination zum Geistlichen begann er in Westfield als Pastor zu arbeiten. Politisch war er ein Gegner der Sklaverei. In den 1850er Jahren schloss er sich der kurzlebigen American Party an. Bei den Kongresswahlen des Jahres 1854 wurde er im elften Wahlbezirk von Massachusetts in das US-Repräsentantenhaus in Washington, D.C. gewählt, wo er am 4. März 1855 die Nachfolge von John Z. Goodrich antrat. Da er im Jahr 1856 nicht bestätigt wurde, konnte er bis zum 3. März 1857 nur eine Legislaturperiode im Kongress absolvieren. Diese war von den Ereignissen im Vorfeld des Bürgerkrieges geprägt.
Nach dem Ende seiner Zeit im US-Repräsentantenhaus betätigte sich Mark Trafton als Pastor in Mount Wollaston im Norfolk County. Er starb am 8. März 1901 in West Somerville und wurde in Springfield beigesetzt.